# Segrià
Segrià is een comarca van de Spaanse autonome regio Catalonië. Het is onderdeel van de provincie Lleida. In 2005 telde Segrià 183.954 inwoners op een oppervlakte van 1396,65 km². De hoofdstad van de comarca is Lleida.

## Gemeenten
| Gemeente             | Inwoners | Gemeente           | Inwoners | Gemeente                      | Inwoners |
| -------------------- | -------- | ------------------ | -------- | ----------------------------- | -------- |
| Aitona               | 2322     | Els Alamús         | 734      | Albatàrrec                    | 1444     |
| Alcanó               | 251      | Alcarràs           | 5241     | Alcoletge                     | 2093     |
| Alfarràs             | 3260     | Alfés              | 318      | Alguaire                      | 3023     |
| Almacelles           | 6056     | Almatret           | 450      | Almenar                       | 3599     |
| Alpicat              | 4984     | Artesa de Lleida   | 1414     | Aspa                          | 263      |
| Benavent de Segrià   | 1217     | Corbins            | 1311     | Gimenells i el Pla de la Font | 1110     |
| La Granja d'Escarp   | 1056     | Llardecans         | 570      | Lleida                        | 124.709  |
| Maials               | 961      | Massalcoreig       | 625      | Montoliu de Lleida            | 491      |
| La Portella          | 815      | Puigverd de Lleida | 1195     | Rosselló                      | 2268     |
| Sarroca de Lleida    | 430      | Seròs              | 1900     | Soses                         | 1635     |
| Sudanell             | 762      | Sunyer             | 284      | Torrebesses                   | 297      |
| Torrefarrera         | 2650     | Torres de Segre    | 2007     | Torre-serona                  | 353      |
| Vilanova de la Barca | 1050     | Vilanova de Segrià | 806      |                               |          |